# École Utagawa
Pour les articles homonymes, voir Utagawa.

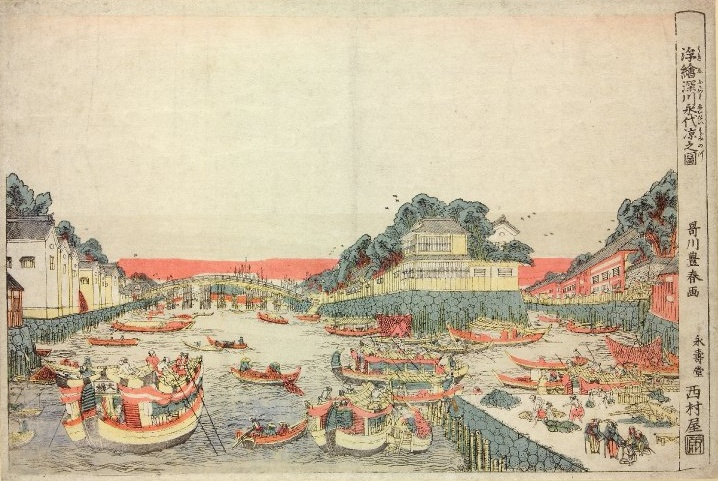
Vue en perspective de Toyoharu, vers 1770

L' école Utagawa (歌川派), Utagawa-ha) est constituée d'un groupe d'artistes japonais qui développent la technique nishiki-e dans le style ukiyo-e et en font l'école dominante des dernières années de l'époque d'Edo jusqu'à la fin de l'ère Meiji.

## Débuts de l'école

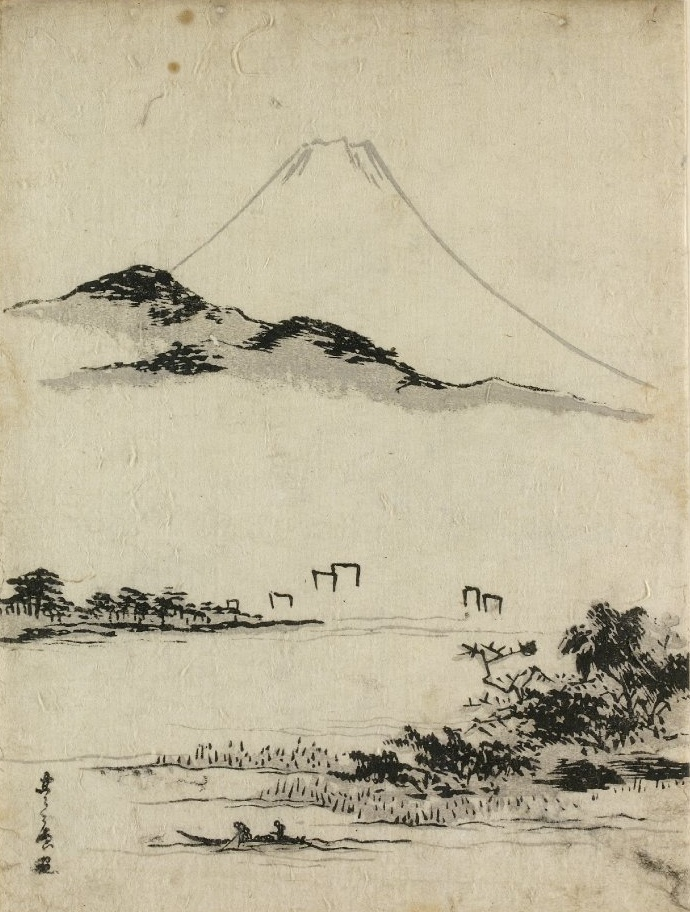
Paysage par Toyohiro, vers 1800

L'école Utagawa se constitue dans les dernières décennies du XVIIIe siècle à Edo, à présent Tokyo, et tient son nom du quartier Udagawachō dans lequel s'est installé son fondateur Utagawa Toyoharu. Toyoharu arrive à Edo en 1763 et élargit sa réputation de graveur sur bois par le développement des impressions de paysages influencés par la perspective européenne. Son élève le plus important est Toyokuni I., le peintre d'acteurs par rapport aux représentants des écoles Torii et école Katsukawa plus réalistes et ainsi plus proches de la vie. Dès la fin du XVIIIe siècle, Toyokuni compte beaucoup d'élèves et jusqu'à sa mort en 1825, il forme nombre des plus importants artistes japonais de la gravure sur bois en couleur de tout le XIXe siècle dont Kunimasa I., Utagawa Kuniyasu, Kunisada I. et Utagawa Kuniyoshi. Enfin, c'est auprès d'Utagawa Toyohiro, élève de Toyokuni, que se forme Utagawa Hiroshige qui règne avec ses propres élèves sur le paysage japonais à partir du milieu des années 1830.

## Développement et champs d'activité

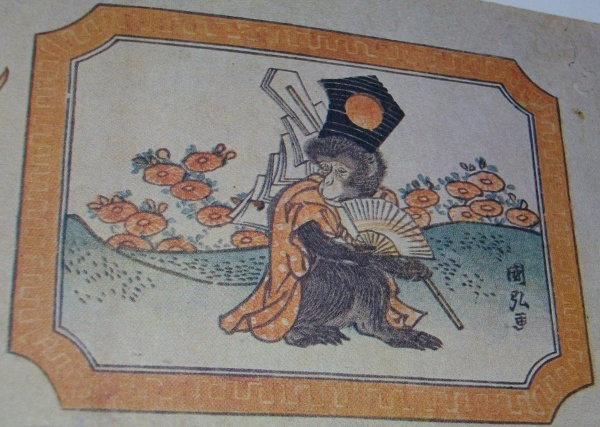
Cartouche de Kunihiro pour une planche de Toyokuni II., vers 1830

L'école comptera quatre cents membres au cours de son histoire. Beaucoup d'entre eux ne sont connus que par quelques études, certains ont signé seulement une ou deux images de cartouches sur le travail de leurs maîtres ou dessiné quelques illustrations dans des livres. Certains ne sont même connus que par le fait qu'ils sont mentionnés dans les listes de noms des chroniqueurs contemporains comme employés des studios de Toyokuni, Kunisada et Kuniyoshi.
Les représentants les plus éminents de l'école jouent un rôle essentiel dans le développement de l'ukiyo-e et de la gravure sur bois dans le Japon du XIXe siècle. Dès 1820 environ, ses membres dominent pratiquement toute la production de gravures sur bois : Ils conçoivent exclusivement des estampes d'acteurs et de pièce de théâtre ainsi que toutes les planches Genji. Les bijin-ga sont conçus principalement par eux et ils ne rencontrent une certaine concurrence en ce domaine seulement dans la première moitié du XIXe siècle avec Kikugawa Eizan et Keisai Eisen. Les images de guerre (musha-e) et de sumō-e sont jusque dans les années 1820 le domaine exclusif des membres de l'école Katsukawa pour devenir à partir des années 1830 le monopole des représentants de l'école Utagawa.

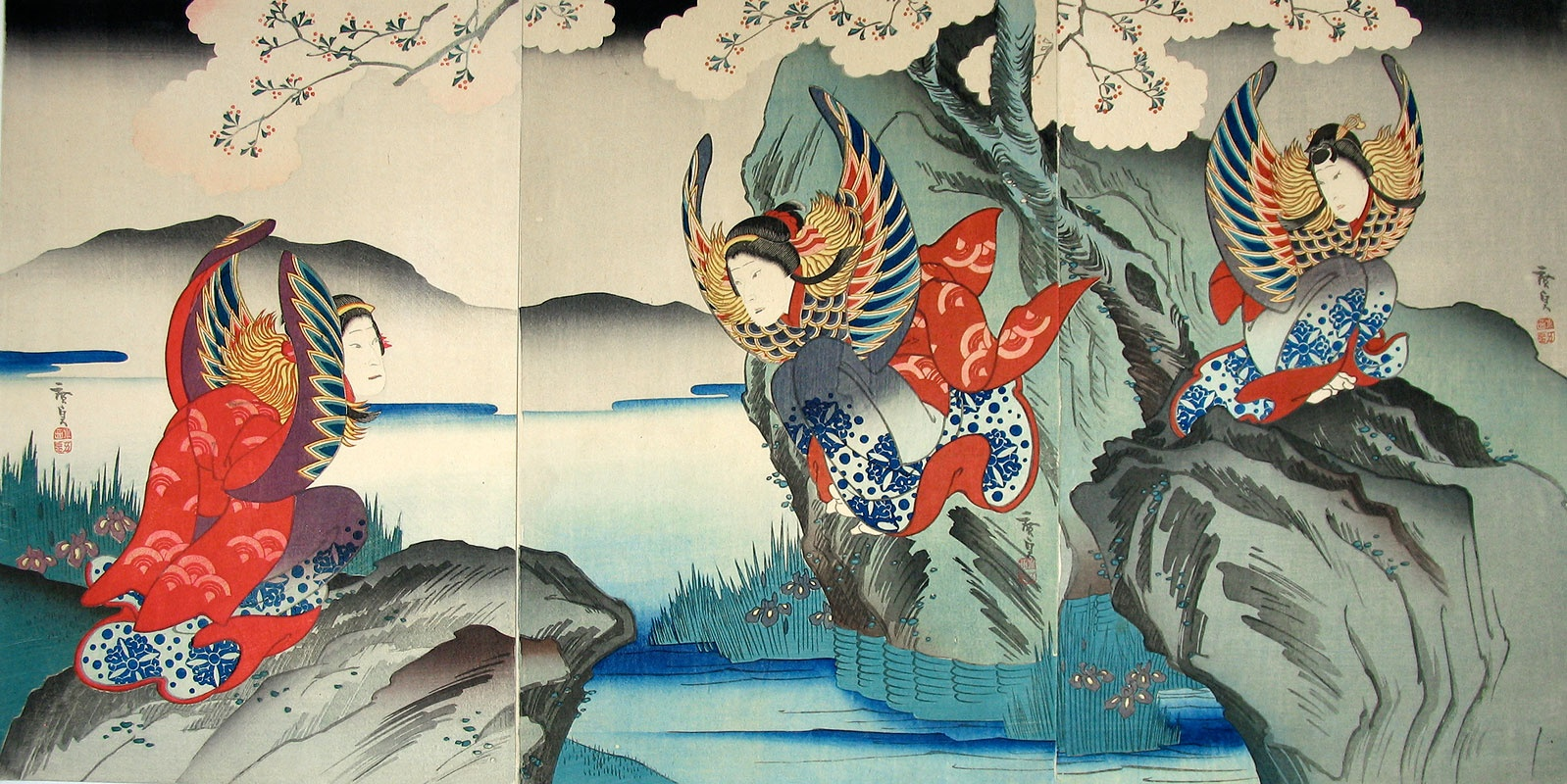
« Scène de kabuki » de Hirosada, 1849

Dans le domaine des impressions de paysages et des sites touristiques, le meisho-e, Katsushika Hokusai et Eisen sont deux artistes dont le travail est apprécié du public mais qui sont éclipsés par le succès de Hiroshige à partir du début des années 1830. Ce n'est que dans le domaine du surimono que des artistes indépendants de l'école Utagawa ou de Hokusai et de ses élèves obtiennent des commandes.
Les membres de l'école Utagawa sont actifs surtout à Edo. À partir du milieu du XIXe siècle, ils occupent également une place dominante à Naniwa, à présent Osaka, deuxième centre de production d'estampes sur bois du Japon. Les élèves de Kunisada, Utagawa Kunimasu et Utagawa Hirosada, ainsi que les élèves de Kuniyoshi Yoshitaki et Harusada II y sont les représentants les plus renommés de l'école.

## Production durant l'époque d'Edo
Plus de la moitié de toutes les gravures sur bois connues sont réalisées par des représentants de l'école Utagawa. À eux seuls, Kunisada, Kuniyoshi et Hiroshige ont ainsi livré quelque 40 000 dessins pour des gravures sur bois de tous types, sans compter leur production pour livres. La production de planchettes pour estampes devient un marché de masse tout à la fin de l'ère Tenpō. Des dizaines de milliers ont été fabriquées pour des dessins imprimés à des millions d'exemplaires. Jusque-là, au maximum un millier peut-être d'exemplaires d'un dessin pouvait être imprimés mais à présent les tirages d'une images particulièrement appréciée du public peuvent facilement dépasser plusieurs milliers d'exemplaires. La plus grande partie de la production est constituée de produits rapidement dessinés et simplement imprimés. Les donneurs d'ordre, à savoir les éditeurs, n'ont pas d'exigences artistiques particulières. Il s'agit surtout de répondre au goût toujours en évolution du public. À côté de cette production de masse se développe un marché toujours grandissant de dessins particulièrement beaux et d'estampes élaborées qui comptent parmi les plus belles qu'a réalisé l'impression d'art japonaise du XIXe siècle.

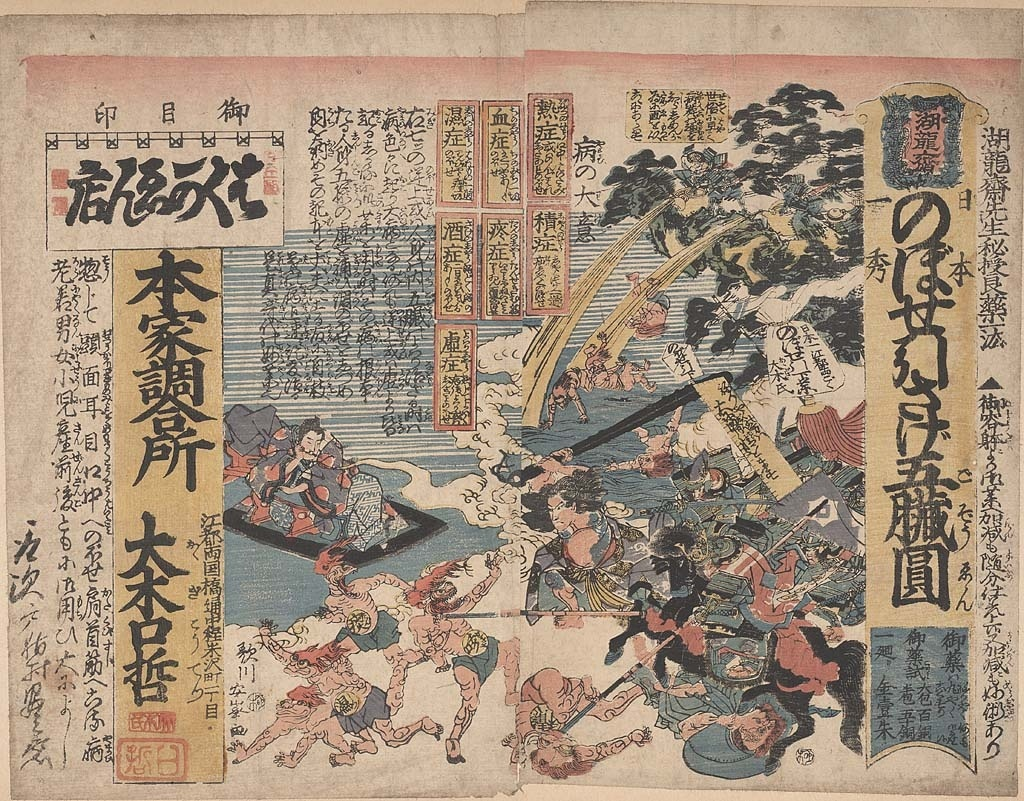
« Réclame pour une pharmacie » de Yasumine, vers 1850

Toyokuni I a déjà dirigé un important studio dans lequel sont imprimées en série des estampes consacrées en particulier aux acteurs et aux pièces de théâtre mais les studios de Kuniyoshi et Kunisada dépassent de loin celui de leur professeur. Les maîtres conçoivent la composition globale et ne dessinent qu'un brouillon pour une impression ultérieure. À leur apogée, les studios emploient chacun quelques douzaines d'étudiants occupés à copier le travail du maître, à terminer les dessins des modèles, des décors et des arrière-plans et enfin à mener à bien les dessins définitifs avant l'impression. Beaucoup de ces étudiants ne sont pas artistes indépendants et s'estiment heureux d'obtenir telle ou telle commande d'ordre commercial. Ce ne sont pas des artistes mais de simples artisans.
En un peu plus de cent ans, les membres de l'école Utagawa ont illustré plus de trois mille cinq cents livres. Ceux-ci comptent un ou deux volumes, mais ce nombre peut également se monter à cinquante volumes. Dans la plupart des cas, ces livres illustrés sont des titres de divertissement populaire d'auteurs tels que Ryūtei Tanehiko et Kyokutei Bakin. Sont aussi édités des ouvrages reproduisant des paysages et des manuels scolaires aux illustrations reprenant le style des dessins de l'ukiyo-e. Toyokuni I. avec quelque quatre cents livres et Kunisada I, auteur des illustrations d'environ six cent cinquante livres sont particulièrement productifs. Une appréciable proportion des livres illustrés est également redevable à Toyohiro, Yoshimaru (Kitao Shigemasa II.), Kuninao, Kuniyasu, Kuniyoshi, Hiroshige et Sadahide pour ne nommer que les plus importants.

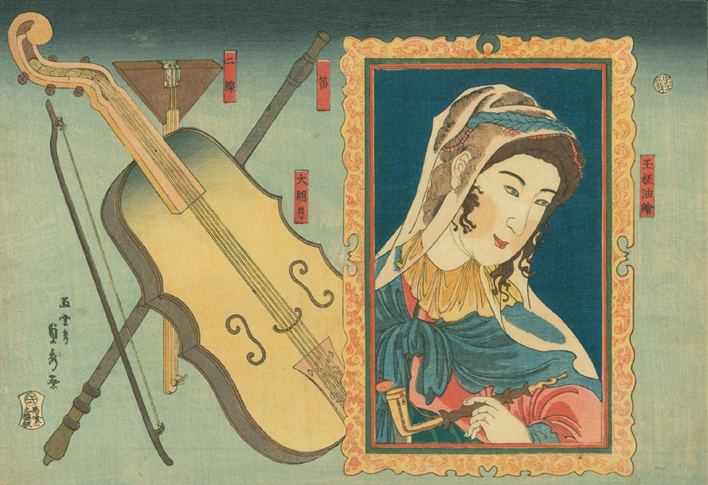
Yokohama-e de Sadahide, vers 1860

Les illustrations pour les livres sont souvent le fruit d'un travail collectif de plusieurs dessinateurs de telle sorte qu'à côté des représentants les plus connus de l'école, les noms des élèves de moindre importance sont régulièrement mentionnés en tant que dessinateurs dans les mentions légales.
Au nombre déjà cité de trois mille cinq cents titres s'ajoutent quelques centaines de livres shunga et annuaires de bordels, non répertoriés dans les listes officielles japonaises. Tous les artistes renommés de l'école Utagawa en illustrent et comme leur production est illégale, ils signent d'un pseudonyme. Durant tout le XIXe siècle, les shunga connaissent un grand succès et représentent - tant pour les dessinateurs que pour les éditeurs - un lucratif marché, presque exclusivement alimenté par les membres de l'école Utagawa pendant toute la seconde moitié du XIXe siècle.
Outre leur activité de dessinateurs, les membres de l'école Utagawa sont aussi peintres mais la création de grandes affiches publicitaires de théâtre pour annoncer les représentations de certaines pièces kabuki est cependant source de moindres revenus. Les commandes privées ou même les commandes des temples sont à l'origine de quelques centaines voire quelques milliers de rouleaux suspendus, d'éventails et de peintures murales, de portraits d'acteurs, de bijin-ga, de paysages et de scènes de genre de théâtres ou de maisons closes et d'événements historiques représentés dans le style de l'ukiyo-e.

## Développements durant l'ère Meiji

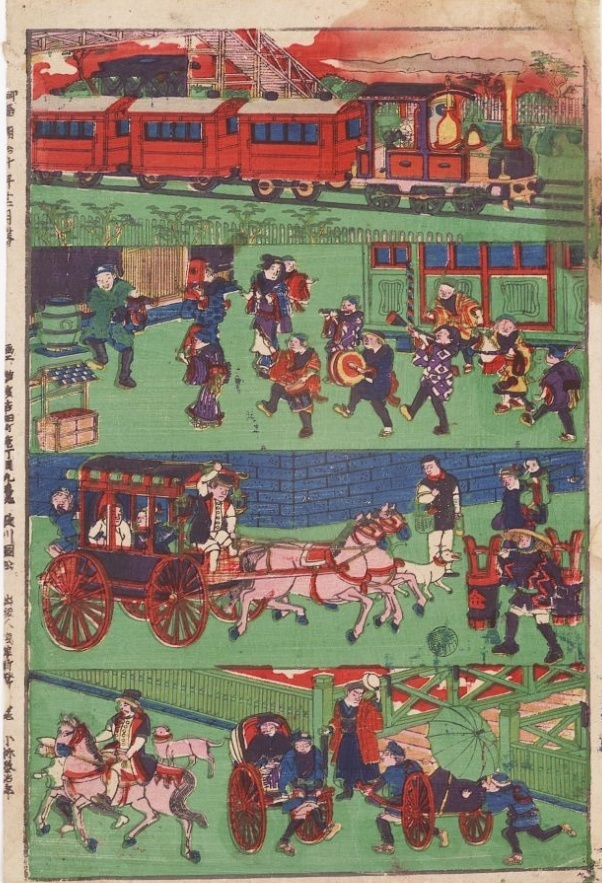
Kaika-e pour les enfants de Kunimatsu, 1877

À partir de 1860, date du début des relations commerciales avec les États-Unis et les pays européens, l'accent est mis sur la production de gravures sur bois en couleur. Au début des années 1860, les estampes dites « yokohama-e » qui représentent les « non japonais » (étrangers), leurs coutumes et leurs manières, jouissent d'une grande popularité auprès des acheteurs japonais. Le début de la restauration de Meiji voit l'apparition des kaika-e dont le but est d'informer et d'éduquer le public sur les réalisations des temps modernes. Les estampes montrent les Japonais vêtus à l'occidentale, des banques et des hôtels dans des bâtiments en pierres, des rues pavées, des calèches, des ponts en acier, des chemins de fer etc. Les journaux et les magazines sont au format occidental et encore partiellement illustrés de gravures sur bois.

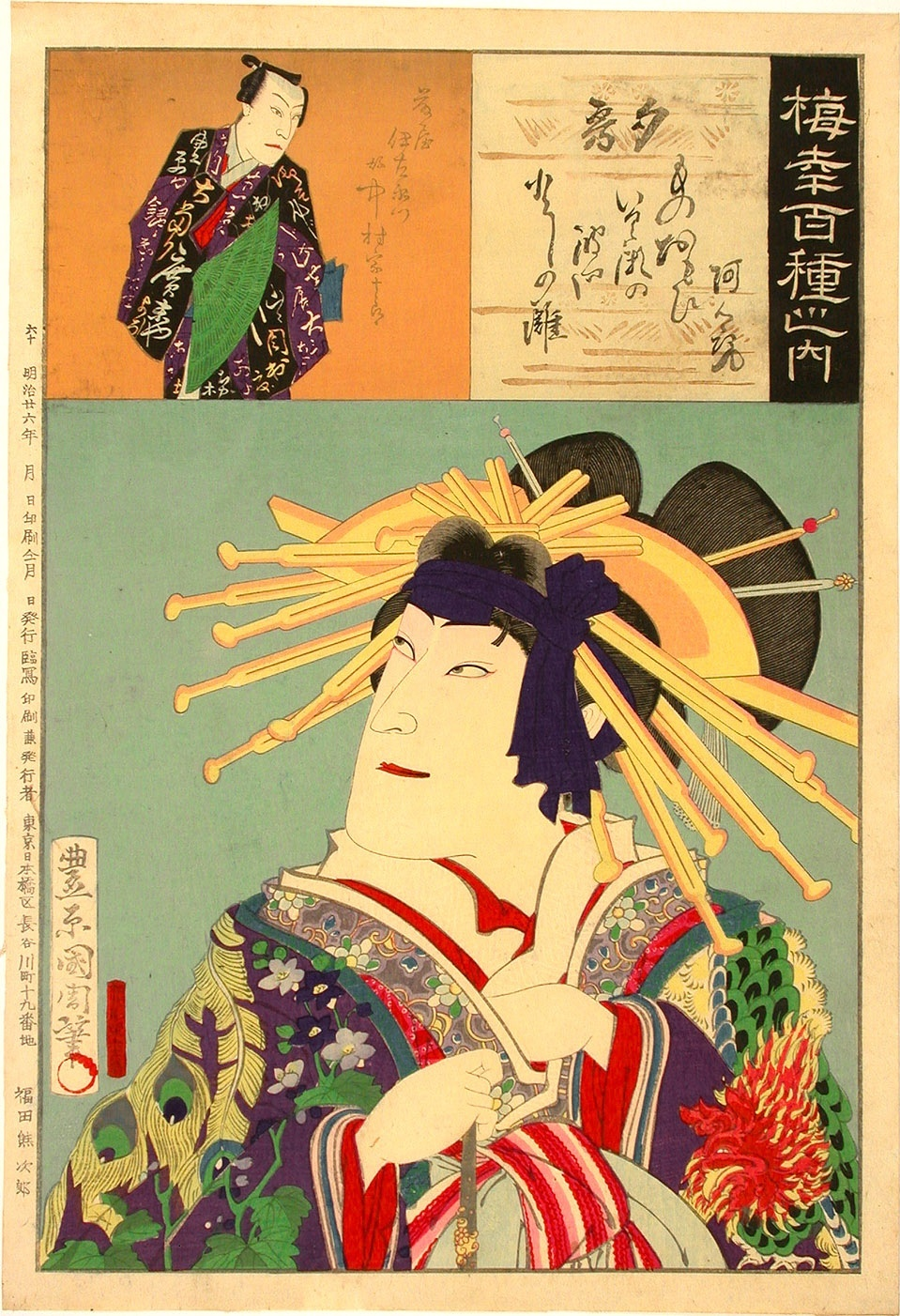
Onoe Baikō IV. dans le rôle de Yugiri, par Kunichika, 1893

De la même façon, les gravures servent à rapporter les événements de la rébellion de Satsuma en 1877 et à la fin du XIXe siècle, ceux de la première guerre sino-japonaise. La mise en place d'un système scolaire public créé un besoin de matériel didactique et pédagogique d'abord comblé par les gravures sur bois. Des jeux illustrés sont créés comme le sugoroku et l' Uta-garuta, des modèles en papier, des abécédaires, des lettres à en tête et des dépliants promotionnels. Par ailleurs, les thèmes classique de l'ukiyo-e, le théâtre et ses acteurs, la beauté des maisons closes et les champions de sumo saisis dans les gravures sur bois de couleur sont toujours en vogue, quoique dans une moindre mesure que pendant la première moitié du siècle.
Presque toute la production d'estampes de la seconde moitié du XIXe siècle est réalisée par les membres de l'école Utagawa mais la grande majorité des tirages n'a pas d'exigences artistiques. Les modèles sont dessinés de façon brute et les techniques typographiques utilisant des colorants d'aniline importés d'Occident donnent d'affreux résultats. Il convient cependant de souligner que durant toute la période Meiji, des gravures sur bois en couleurs de qualité continuent d'être imprimées, dont la conception est conforme aux normes les plus élevées de l'artisanat.

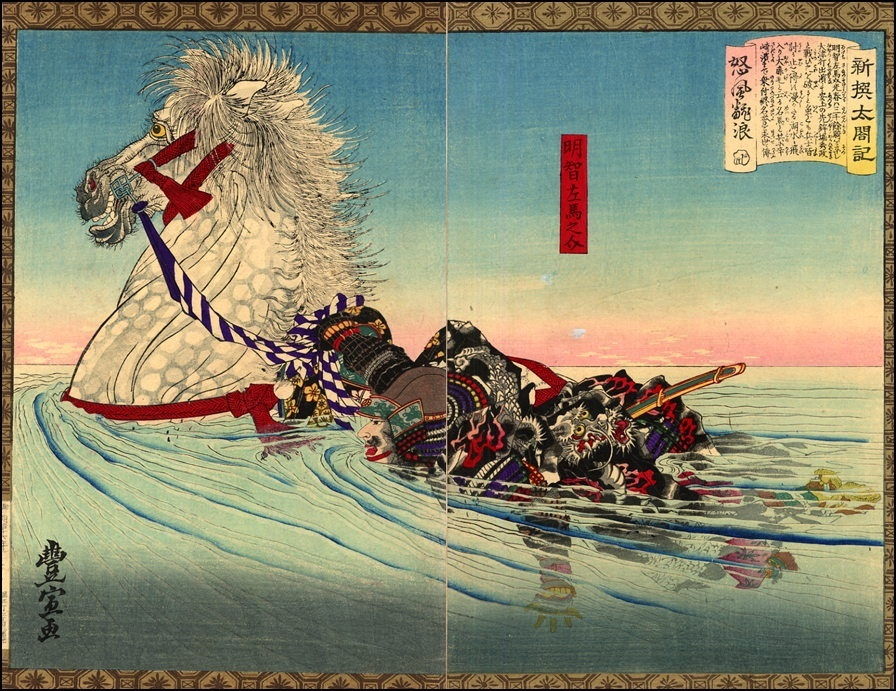
Musha-e, de Toyonobu, 1883.

Parmi les artistes de gravures sur bois relativement significatifs de la seconde moitié du XIXe siècle, il convient de nommer à la suite de Kunisada I., Kuniyoshi et Hiroshige I., leurs élèves Kunisada II., Hiroshige II. (Risshō I.), Sadahide et Yoshitora. Les derniers grands maîtres de l'école Utagawa sont Toyohara Kunichika, qui fonde sa propre école où il reste jusqu'à sa mort fidèle à la tradition de l'ukiyo-e, son élève Toyohara Chikanobu, Kawanabe Kyōsai et Yoshitoshi. Formés à l'école Utagawa, les deux derniers ne montrent pas encore leurs personnalités dans leurs premières œuvres, mais tous deux réussissent dans les dernières décennies du XIXe siècle à intégrer dans leurs styles de nouveaux éléments occidentaux et ainsi, de concert avec d'autres artistes indépendants tels que Kobayashi Kiyochika et Ogata Gekkō, deviennent les pionniers du mouvement shin hanga
D'autres représentants mineurs de l'école Utagawa sont encore actifs dans les premières décennies du XXe siècle comme Hiroshige IV., Nobukazu et Kunimine. La mort de Hasegawa Sadanobu IV en 1999 marque la disparition du dernier graveur sur bois en couleur japonais dans l’œuvre duquel se retrouvent les derniers échos de l''ukiyo-e et du style de l'école Utagawa.